# پورونتسی
پورونتسی (به بلغاری: Purventsi) یک منطقهٔ مسکونی در بلغارستان است که در شهرستان کیرکوفو واقع شده‌است.